# Sven Tropp
Sven Olof Tropp, född 11 oktober 1890 i Stockholm, död där 20 oktober 1964, var en svensk balettmästare, koreograf och dansare.
Han var son till musikfanjunkaren Karl August Tropp och Josefina Albertina Frummeri samt bror till Oscar Tropp och Anna Tropp. Han var också mormors farfars bror till Petra Mede.

## Biografi
Efter avslutad skolgång gick Tropp på Kungliga Teaterns balettskola 1902–1905 och anställdes 1905 vid Kungliga Teatern, där han blev premiärdansör 1913. Han tjänstgjorde 1920-1922 där även som balettmästare och koreograf. 
Han uppträdde med en egen ensemble i Köpenhamn åren 1918–1919 och tillsammans med den blivande hustrun i Tyskland 1922–1924. Han gifte sig 1926 med premiärdansösen Elly Holmberg.
På senare år drev Tropp en egen balettskola i Stockholm. Han är begravd på Norra begravningsplatsen utanför Stockholm.

## Filmografi (urval)
- 1915 – Arlequins frieri
- 1919 – Jefthas dotter
- 1921 – Vallfarten till Kevlaar
- 1925 – Två konungar
- 1926 – Bröllopet i Bränna
- 1938 – Vi som går scenvägen
- 1941 – Spökreportern

## Koreografi i urval
- 1919 – Jefthas dotter
- 1925 – Två konungar
- 1925 – Skärgårdskavaljerer
- 1936 – Johan Ulfstjerna
- 1942 – En äventyrare

## Teater

### Koreografi
| År   | Produktion                 | Upphovsmän                                 | Regi               | Teater         |
| ---- | -------------------------- | ------------------------------------------ | ------------------ | -------------- |
| 1935 | Härmed hava vi nöjet, revy | Kar de Mumma, Karl-Ewert och Alf Henrikson | Harry Roeck-Hansen | Blancheteatern |
| 1936 | Hm, sa greven, revy        | Kar de Mumma                               | Harry Roeck Hansen | Blancheteatern |

## Scenbilder

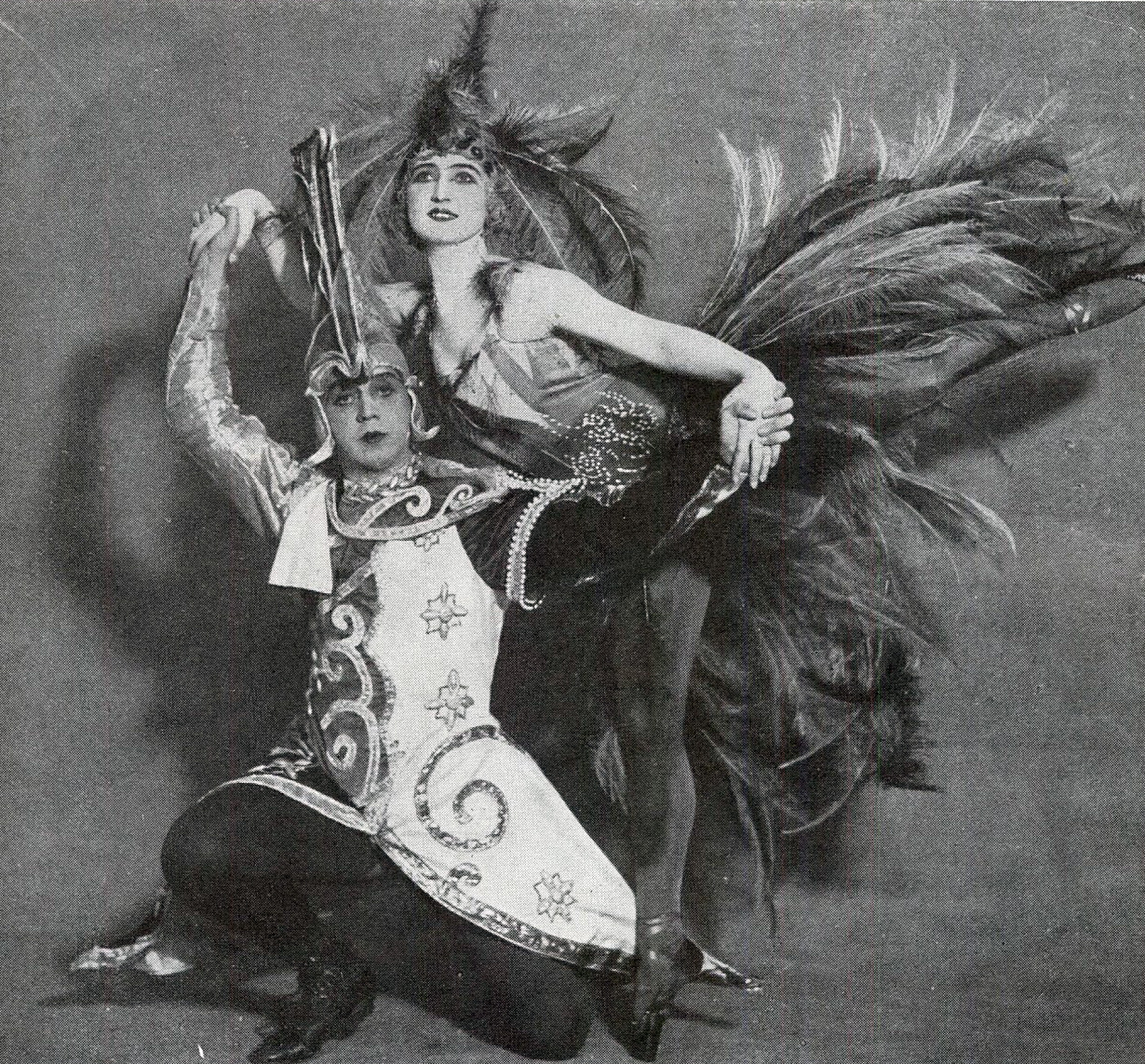
Sven Tropp och Elly Holmberg i Eldfågeln 1927.